# 萬國俊
万国俊（?—?），唐朝酷吏，河南洛阳人。
万国俊年青时便谲异险诈。垂拱年间，为司刑评事。与来俊臣同造《告密罗织经》，被引为判官。常与来俊臣同审判案狱，专以屠戮李氏宗枝及朝贵为事。天授年间摄右台监察御史，与来俊臣同掌制狱。长寿二年（693年），到广州审判岭南流放的人，滥杀三百余人，在别所遍召流人，矫诏赐自尽。还诬奏流放的人造反，并请早杀诸道怨望谋反的流人。万国俊升任朝散大夫、肃政台侍御史。武则天命刘光业、王德寿等往岭南按察流放的人，尽以谋逆罪处死。刘光业等见万国俊盛行残杀，得加富贵，于是刘光业杀九百人，王德寿杀七百人，其余杀得少的都是五百人。也有之前流放的人，不是武周代唐时犯罪，同时被杀。流人被杀数千。武则天知道诛杀冤滥，万国俊被武则天囚死狱中。相传一次上路，至天津桥南时，碰到鬼阻挡去路，不得前进。不禁连连叩头求饶，可还是遭打而痛苦不堪，不久便伏倒在马鞍上。

## 延伸阅读
[在维基数据编辑]
 《舊唐書·卷186上》，出自刘昫《舊唐書》